# Benedetta Porcaroli
Benedetta Porcaroli (Roma, 11 giugno 1998) è un'attrice italiana.
È principalmente nota per aver interpretato il ruolo dell'adolescente Chiara Altieri nella serie Netflix Baby (2018-2020), Anna nella pellicola drammatica 18 regali (2020) e Donatella Colasanti nella pellicola basata sul massacro del Circeo La scuola cattolica (2021). Nel corso della sua carriera si è aggiudicata un Nastro d'argento, nel 2021 una candidatura ai David di Donatello come migliore attrice non protagonista, mentre nel 2023 una candidatura come migliore attrice protagonista.

## Biografia
Nata a Roma, è primogenita di un ex avvocato ed archeologo e un'impiegata della pubblica amministrazione presso il Palazzo del Quirinale, i quali divorziano nel corso della sua infanzia. Porcaroli frequenta per i primi anni il liceo ginnasio statale Terenzio Mamiani di Roma. Iniziando a lavorare nel corso degli studi si diploma presso una scuola privata nel medesimo indirizzo. Successivamente si iscrive all'Università degli Studi di Roma "La Sapienza" al corso di filosofia.
Esordisce sul piccolo schermo nel 2015 con la popolare serie televisiva di Rai 1 Tutto può succedere, interpretando il personaggio di Federica Ferraro dal 2015 al 2018. Il suo esordio cinematografico è nel 2016 con il film di successo Perfetti sconosciuti, nel quale interpreta il ruolo di Sofia, la figlia adolescente di Eva e Rocco. Dal novembre 2018 interpreta il personaggio di Chiara, protagonista della serie televisiva italiana Baby, diretta da Andrea De Sica, Anna Negri e Letizia Lamartire, prodotta da Fabula Pictures, distribuita da Netflix.
Nel 2020 è al cinema al fianco di Vittoria Puccini ed Edoardo Leo con 18 regali, per la regia di Francesco Amato ottenendo la candidatura come migliore attrice non protagonista al David di Donatello e vincendo il premio David Giovani 2021. Nel 2021 interpreta Donatella Colasanti nel film drammatico La scuola cattolica, che racconta il brutale massacro del Circeo. Nel 2022 interpreta Anna nel film L'ombra del giorno e Amanda nel film omonimo. A gennaio 2024 è sul grande schermo con il film Enea di Pietro Castellitto.
Nel 2025 è Concetta Corbera di Salina nella miniserie Il Gattopardo, ruolo che le vale una candidatura ai Nastri d'argento - Grandi Serie.

## Vita privata
Tra il 2016 e il 2017 ha avuto una frequentazione con il calciatore Edoardo Soleri. Tra il 2018 e il 2021 è stata fidanzata con l'attore e regista Michele Alhaique. 
Dal 2022 è fidanzata con l'attore Riccardo Scamarcio.

## Filmografia

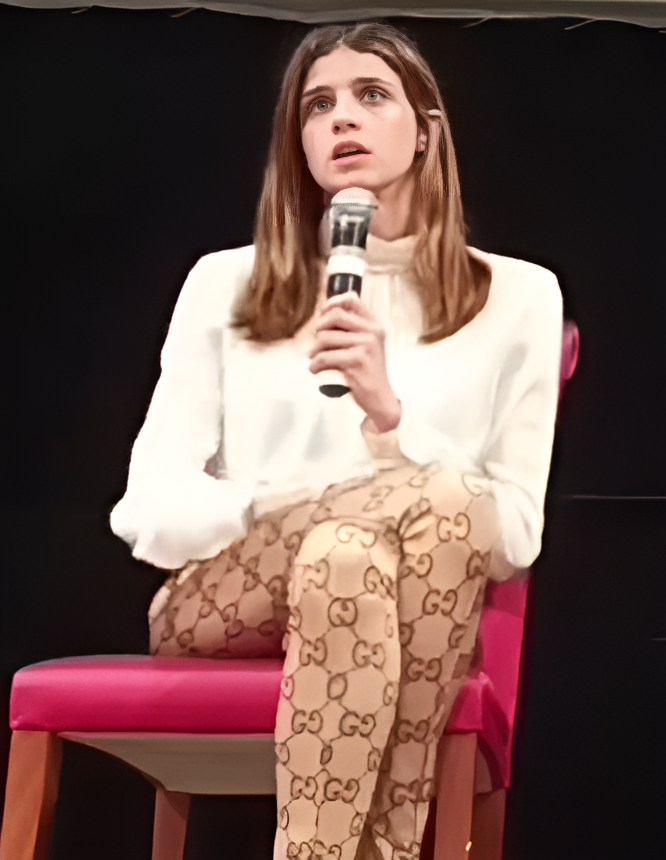
Benedetta Porcaroli nel 2022

### Cinema
- Perfetti sconosciuti, regia di Paolo Genovese (2016)
- Sconnessi, regia di Christian Marazziti (2018)
- Quanto basta, regia di Francesco Falaschi (2018)
- Una vita spericolata, regia di Marco Ponti (2018) - cameo
- Tutte le mie notti, regia di Manfredi Lucibello (2018)
- 18 regali, regia di Francesco Amato (2020)
- La scuola cattolica, regia di Stefano Mordini (2021)
- 7 donne e un mistero, regia di Alessandro Genovesi (2021)
- L'ombra del giorno, regia di Giuseppe Piccioni (2022)
- Amanda, regia di Carolina Cavalli (2022)
- Il colibrì, regia di Francesca Archibugi (2022)
- Vangelo secondo Maria, regia di Paolo Zucca (2023)
- Enea, regia di Pietro Castellitto (2024)
- Immaculate - La prescelta (Immaculate), regia di Michael Mohan (2024)
- Il rapimento di Arabella, regia di Carolina Cavalli (2025)

### Televisione
- Tutto può succedere – serie TV, 41 episodi (2015-2018)
- Non uccidere – serie TV, episodio 2x17 (2018)
- Baby – serie TV, 18 episodi (2018-2020)
- Il Gattopardo – miniserie TV, 6 episodi (2025)

### Videoclip
- Thegiornalisti – Maradona y Pelé (2019)
- Achille Lauro – 16 marzo (feat. Göw Trïbe) (2020)
- Levante – Vertigine (feat. Altarboy) (2020)

## Doppiaggio
- I Croods 2 - Una nuova era – Aurora Superior

## Riconoscimenti
- David di Donatello
  - 2021 – Candidatura alla migliore attrice non protagonista per 18 regali
  - 2023 – Candidatura alla migliore attrice protagonista per Amanda

- Nastro d'argento
  - 2019 – Premio Guglielmo Biraghi
  - 2020 – Candidatura alla migliore attrice non protagonista per 18 regali
  - 2023 – Candidatura alla migliore attrice protagonista per Amanda

- Nastri d'argento - Grandi Serie
  - 2025 – Candidatura alla migliore attrice protagonista per Il Gattopardo
- Bari International Film Festival
  - 2020 – Premio NUOVOIMAIE alla miglior attrice rivelazione per 18 regali[13]
- Ciak d'oro
  - 2022 – Candidatura alla migliore attrice protagonista per Amanda, L'ombra del giorno e La scuola cattolica
- Festival International du Film de Biarritz
  - 2023 – Miglior attrice per Amanda